# Sidnei dos Santos Reis Mariano
Sidnei dos Santos Reis Mariano, noto semplicemente come Sidnei (Praia, 21 aprile 1986), è un ex calciatore capoverdiano, di ruolo centrocampista.

## Carriera

### Club
Dopo aver giocato per alcuni anni in diverse squadre della massima serie portoghese, dal 2013 gioca in prestito al Recreativo Libolo, in Angola; con il Recreativo Libolo ha messo a segno 2 gol in 7 presenze nella CAF Champions League 2013.

### Nazionale
Tra il 2010 ed il 2014 ha giocato complessivamente 8 partite con la nazionale di Capo Verde.

## Palmarès

### Club

#### Competizioni nazionali
- Girabola: 3

Recreativo do Libolo: 2012, 2013, 2014